# З/Л/О 94
«З/Л/О 94» (англ. «V/H/S/94», также употреблятся, как З/Л/О/4) — американский фильм-антология ужасов 2021 года, четвёртая часть франшизы "З/Л/О". Фильм снят по сценарию Дэвида Брукнера и Брэда Миски, а режиссёрами стали вернувшиеся в франшизу Саймон Барретт и Тимо Тяхджанто, а также новички Дженнифер Ридер, Райан Провс и Хлоя Окуно. В центре сюжета - полицейский спецназ, который натыкается на зловещий культовый комплекс и его коллекцию VHS-кассет.
Вслед за культовым происхождением сериала на кинофестивалях, мировая премьера четвёртого фильма состоялась на Fantastic Fest 26 сентября 2021 года, а также был показан на Beyond Fest 4 октября 2021 года. Фильм был выпущен как Shudder Original Film на сервисе потокового вещания фильмов ужасов Shudder 6 октября 2021 года. Позже в том же месяце Shudder объявил, что З/Л/О 94 стал самой большой кинопремьерой платформы за всю историю, с "рекордными показателями зрителей" до 2022 года, когда его превзошёл сиквел, З/Л/О 99.

## Сюжет
Сегменты фильма представлены в виде серии кассет, найденных спецназовцами в кадровом нарративе ("Святой ад") по мере продвижения через заброшенный склад, содержащий остатки ритуального культового массового самоубийства.

### Святой ад (пролог/кадровое повествование)
Автор сценария и режиссёр Дженнифер Ридер
Женщина в белой одежде вдыхает пар от белого, липкого вещества на своих руках. Позже эта же женщина с выколотыми глазами статичным голосом отсчитывает от десяти, в то время как другая женщина проходит позади неё. Команда спецназа, состоящая из Слейтера, Оурслера, Спрейберри, Спайви, Петро и Нэша, а также их оператора Гэри, совершает налет на склад во время, как считается, операции по борьбе с наркотиками. За складом они находят частный самолёт. Из динамиков доносится искаженный женский голос: "Приглашаем всех. Все смотрят. Наконец-то, последователи, сегодня наступила ночь, которую вы так долго ждали. Отслеживайте мой сигнал. Сигнал - это стимулятор. Сигнал - успокоительное. Сигнал - спасение". Когда офицеры пробираются по тесным коридорам, они обнаруживают множество комнат, похожих на тюремные камеры, с телевизорами, показывающими статические изображения. В одной из комнат они замечают сидящего человека, но когда офицеры приказывают ему не двигаться, они понимают, что он мертв: глаза выколоты, а на пол капает белая липкая субстанция - наркотик, за которым охотится спецназ.
Продвигаясь по складу в поисках подозреваемых, команда заходит в комнату, показанную на кассете VHS, и встречает ещё больше мертвых культистов. Слейтер приказывает обыскать верхний этаж вместе с командой Блю, в то время как остальные офицеры продолжают движение, поскольку один из телевизоров начинает показывать выпуск новостей.

### Ливневая канализация
Автор сценария и режиссёр Хлоя Окуно
Рекламный ролик "The Veggie Masher" Режиссёр и монтажер Стив Костански
Репортер новостей 6-го канала Холли Марчиано и её оператор Джефф снимают сюжет о Крысочеловеке, криптиде из местной легенды, который якобы живёт в городских ливневых стоках. Опросив нескольких жителей города, которые якобы были свидетелями этого существа, чтобы получить информацию, дуэт спускается в ливневую канализацию, где обнаруживает несколько лагерей бездомных. Во время съемок к ним приближается человек, покрытый чёрной слизью. Холли пытается взять у него интервью, но когда он начинает отхаркивать чёрную жидкость и бормотать «Раатма», они пытаются убежать. Прежде чем они успевают убежать, их ловят другие обитатели канализации.
Обитатели канализации уводят их ещё глубже в канализацию. Появляется служитель местной церкви, с которым Холли беседовал ранее, и объявляет, что скоро начнется новый порядок. Затем он вызывает Крысочеловека, который оказывается гротескным получеловеком-полукрысой по прозвищу "Раатма", которому он и другие обитатели канализации поклоняются как богу. Раатма извергает чёрную жидкость, которую священник выливает на лицо Джеффа, и эта вязкая субстанция убивает его, поскольку расплавляет плоть на его голове. Затем Холли приводят к Раатме, и существо одобрительно рычит, когда она кричит.
После короткого рекламного ролика "Овощерезки" фильм возвращается к выпуску новостей, где соведущая Холли объясняет, что её спасли из ливневой канализации и она вернулась на работу, хотя Джефф все ещё не найден. Холли делает свой очередной репортаж, невольно заменяя случайные слова словом "Раатма", чем сбивает с толку своего соведущего. Внезапно её рвет чёрной жидкостью, которая попадает ему на лицо, и он умирает с криком в прямом эфире. В то время как редакция впадает в панику, Холли, которая, как выясняется, была успешно обращена и промыта канализационным культом, весело заканчивает свой репортаж, подписываясь "Слава Раатме".
Возвращаясь к сюжету, офицеры углубляются в здание и натыкаются на комнату, оформленную как церковь, с гигантским экраном в передней части и отрубленными манекенами на сиденьях. На огромном экране начинают воспроизводиться кадры из похоронного бюро.

### Пустые поминки
Автор сценария и режиссёр Саймон Барретт
В похоронном бюро Дженсена молодой женщине по имени Хейли поручено провести поминки по человеку по имени Эндрю Эдвардс. Семья Эндрю попросила, чтобы в течение всей ночи велась видеосъемка поминок Эндрю. Босс Хейли, Рональд, и другой помощник, Тим, уходят на ночь из здания, оставляя Хейли коротать время за чтением. На улице начинается сильная гроза, в результате чего меркнет электричество. Хейли звонит своей подруге Шэрон и просит её проверить в местных некрологах имя Эндрю. Услышав странные звуки, доносящиеся из гроба, который переместился на помост, Хейли звонит Тиму и говорит, что, по её мнению, Эндрю может быть ещё жив в гробу. Тим развеивает её опасения, объясняя, что тело, скорее всего, выделяет газы, которые и вызывают эти звуки. По мере усиления шторма в здании начинает периодически пропадать электричество. Странный человек, представившийся Густавом и утверждающий, что он родственник Эндрю, приходит на поминки, во время которых Хейли позволяет ему выразить свое почтение. Произнеся какое-то заклинание на венгерском языке, Густав благодарит Хейли за предоставленную возможность и внезапно уходит.
Через некоторое время Шэрон рассказывает Хейли, что Эндрю покончил жизнь самоубийством, спрыгнув с крыши церкви после того, как выкрикнул тарабарщину. Электричество снова отключается, погружая здание в темноту, а из гроба снова доносятся звуки. Пытаясь уйти, Хейли обнаруживает, что входные двери закрыты на цепь. Вернувшись в комнату для просмотра, она обнаруживает, что гроб опрокинут и открыт. На неё нападает оживший труп Эндрю, но из-за отсутствия верхней части головы он не видит её. Спрятавшись за гробом, она находит макушку головы Эндрю. Функциональные глаза Эндрю фиксируются на ней, позволяя остальной части его трупа найти Хейли. Буря, переросшая в торнадо, обрушивается на похоронное бюро, когда камера отключается. После этого Хейли, либо зомбированная, либо одержимая духом Эндрю, поднимается и влезает в окно.
Вернувшись в кадр, офицеры обнаруживают разбросанные по полу части тела, манекены в туалетных кабинках и перевернутые кресты, свисающие с потолка в разных комнатах. В панике они планируют покинуть здание. Когда неизвестный голос говорит: "Вечность начинается прямо сейчас", по телевизору начинают показывать кадры из странной лаборатории.

### Объект
Автор сценария и режиссёр Тимо Тьяхджанто
В Индонезии мужчина просыпается и обнаруживает, что его тело исчезло и заменено механическими паучьими ногами. Он падает с привязи и загорается, но вскоре его тушит доктор Джеймс Сухендра, безумный ученый, желающий создать успешный гибрид человека и механики, используя похищенных людей в качестве подопытных кроликов. Он делает лоботомию молодой женщине с инициалами S.A. (именуемой "Субъект 99") с помощью циркулярной пилы, и усыпляет сдержанного молодого человека (именуемого "Субъект 98") после того, как тот проснулся раньше времени. Оба эксперимента проходят успешно; Объект 98 превращается в большого робота с пружинными лезвиями вместо рук, а С.А. становится действующим киборгом, реагирующим на речь. Остальная часть ленты в основном представлена с её точки зрения. Джеймс празднует успех С.А., а в новостях сообщают, что серия недавних исчезновений вбивает клин между полицией и общественностью. Джеймса подозревают в похищении своих пациентов, а на экране появляется прежняя С.А.; Джеймс замечает, что она все ещё узнает свой прежний облик.
Джеймс пытается стереть воспоминания С.А.; во время процедуры С.А. просыпается и бьет Джеймса, а затем пытается снять с неё путы. Джеймс несколько раз бьет С.А. металлическим подносом, и у неё садится батарея, после чего его прерывает стук в дверь: прибыла группа полицейских в тяжелой броне, чтобы арестовать Джеймса. Джеймс накидывает на С.А. одеяло, когда офицеры врываются внутрь, а запись обрывается на робком операторе Джоно. После того, как командир подтверждает, что Джеймс - их подозреваемый, полицейские застреливают его и начинают искать выживших в лаборатории. Они обнаруживают С.А. и спорят о том, следует ли её убить или оставить в живых, поскольку она больше не считается человеком, несмотря на то, что технически является выжившей. В лаборатории внезапно отключается электричество, и Джоно становится свидетелем побега С.А., но ничего не говорит.
Другой офицер пытается снять дверной замок и освободить группу, но провоцирует взрыв. Когда группа приходит в себя, начинает звучать сигнал тревоги, и Джеймс приступает к выполнению плана действий на случай непредвиденных обстоятельств. Через громкоговоритель Джеймс заявляет, что его творение принадлежит только ему и что тот, кто попытается отнять его у него, умрет. Объект 98 просыпается и убивает большинство солдат; Джоно и командир выживают после того, как командир бросает в 98-го гранату. С.А. приходит в себя и бежит через здание, в неё стреляют оставшиеся в живых офицеры и преследует 98-й. Она запирается в маленькой офисной комнате и находит чертежи своего тела киборга и пушечной руки, а также верхнюю половину головы и лица, сохраненные в банке с формальдегидом. Она подходит к зеркалу и впервые видит свою новую форму; разъяренная, она бьет кулаком по зеркалу и разбивает его. Выйдя из комнаты и наткнувшись на другие неудачные эксперименты Джеймса, С.А. прокладывает себе путь через здание, убивая всех попадающихся ей на пути солдат в целях самообороны. Она обнаруживает Джоно за дверью и спасает его после того, как он умоляет сохранить ему жизнь и обещает помочь ей выбраться из лаборатории. Внезапно появляется командир и стреляет в С.А., а затем избивает её; Джоно хватает пистолет и стреляет в командира, после чего на него нападает Объект 98. С.А. использует последние силы, чтобы вырвать мозг 98-го и убить его. Она падает рядом с тяжело раненным Джоно, и её батарея окончательно разряжается. Запись обрывается на камере наблюдения, которая показывает, как С.А. встает по собственному желанию и убегает из лаборатории.
Возвращаясь к сюжету, показывают, что Нэш и Петро убили Гэри и похитили Спайви. Пока остальные члены команды судорожно ищут его, Нэш заявляет: "Вечность начинается прямо сейчас". Перед стеной телевизионных экранов Слейтер по рации вызывает своих пропавших товарищей по команде, а Петро говорит, что он должен постараться не потерять голову. Слейтер внезапно падает и впадает в транс перед одним из экранов, на котором появляются кадры заснеженного укрепленного корпуса ополченцев.

### Ужас
Автор сценария и режиссёр Райан Провс.
Первое ополчение движения патриотов - это экстремистская группа белых верховенствующих экстремистов, которая в настоящее время замышляет взорвать правительственное здание, чтобы "вернуть Америку". Показано, что они живут в хорошо охраняемом комплексе в пустынной местности где-то в Детройте, штат Мичиган. В комплексе есть комната для камер наблюдения, а также хорошо охраняемая небольшая комната, покрытая деревянными крестами. В последней комнате прикован цепями человек, которого держат в плену. Боб, оператор группы, Грег, лидер группы, и Чак, член группы, входят в комнату. Мужчина умоляет сохранить ему жизнь, и Грег стреляет в него в упор. Фильм переключается на один из пропагандистских роликов группы, где Грег объясняет, что группа намерена очистить Америку от зла.
Члены группы садятся в машину и проезжают мимо здания, которое они планируют взорвать, осматривая его на предмет камер наблюдения и возможных точек проникновения. На территорию комплекса прибывает Слейтер из эпизода с кадром, чтобы снабдить группу оружием и боеприпасами, и спрашивает, испытывали ли они "существо". Показано, что группа регулярно стреляет в человека, который, как выясняется, является вампиром, и высасывает его кровь, которая становится взрывоопасной под воздействием солнечного света, планируя использовать эту кровь вместо бомбы. Желая проверить, сработает ли их план, они вводят кролику немного крови вампира и сажают его в клетку; когда восходит солнце, кролик взрывается. В честь этого события группа сильно напивается и веселится. Боб входит в комплекс и навещает Стива, который сидит в комнате с камерами наблюдения. Они навещают труп вампира, и Боб уговаривает Стива поцеловать его; голова падает вперед и заливает Стива кровью, а Боб смеется.
На следующее утро раздается тревожный звонок, который оповещает членов группы. Грег ругает Джимми, который должен был охранять лагерь. Джимми бежит к трупу, лежащему за грузовиком, и обнаруживает, что это Терри, его шея была сильно изрезана. Внезапно изнутри лагеря раздается грохот, и группа понимает, что им не хватает Стива. Грег зовет Стива, в это время из входа в лагерь выбрасывается отрубленная голова, а изнутри раздается рев. Один из членов группы начинает стрелять по лагерю из пулемёта, установленного на грузовике, теряет управление из-за раскачивания и убивает нескольких членов группы, а Том стреляет ему в голову, когда он не может остановиться. Стив выходит из лагеря, покрытый кровью вампира, и взрывается, как только выходит на дневной свет.
Оставшиеся члены группы - Грег, Том, Боб и Джимми - поклялись убить вампира. Они входят в дом и обнаруживают существо, прячущееся на чердаке; оно разрывает лицо Тома, а Грег стреляет в него. На чердаке вампир убивает Джимми, несколько раз ударяя его головой об пол, а Боб стреляет в него, промахивается и ранит Грега в ногу. Боб подвергается нападению вампира и умирает после того, как ему откусывают лицо. Грега, повторяющего фразу "Христос - король", вампир затаскивает в клетку. Затем он открывает чердачное окно и впускает солнечный свет, в результате чего вампир взрывается, а комплекс разрушается.

### Святой ад (Эпилог)
Большинство спецназовцев мертвы, их глаза выколоты. Слейтера привязывают к стулу Петро и Нэш, которые упрекают его в том, что он снабдил ополченцев в предыдущем ролике оружием. Женщины объясняют, что они - члены культа фильмов "снафф/фетиш", который действует на складе, где они создают и распространяют видеокассеты с изображениями жестокого обращения с животными, каннибализма и других шокирующих актов насилия. Слейтеру говорят, что он будет их последней жертвой для этого видео, после чего Петро забивает его до смерти видеокамерой. В конце фильма Петро и Нэш считают, что это будет их лучшая запись, причем первый задается вопросом, как её назвать.

## В ролях

### Святой ад (пролог/кадровое повествование)
- Кимми Чой в роли Петро
- Николетт Пирс в роли Нэша
- Томас Митчелл в роли Спрейберри
- Дрю Виргевер в роли Слейтера
- Родриго Фернандес-Столл в роли Спайви
- Дакс Равина в роли Оурслера
- Кевин П. Габель в роли оператора Гэри
- Уильям Джордан в роли Тома Такера

### Ливневая канализация
- Анна Хопкинс в роли Холли Марчиано
- Кристиан Потенца в роли оператора Джеффа
- Брайан Пол в роли пастора
- Тим Кэмпбелл в роли телеведущего Марка
- Джина Филипс в роли Камиллы
- Хьюм Бау в роли парня в камуфляже
- Шон Салливан в роли хиппи
- Тьяго Дос Сантос в роли Раатмы
- Кайл Дюрак в роли Жителя Бури
- Димитрий Келлесис в роли Жителя Бури
- Шон Долан в роли скейтбордиста
- София Мачула в роли скейтбордистки
- Энтони Перпус в роли скейтбордиста

### Овощерезка
- Конор Суини в роли самого себя

### Пустые поминки
- Кьял Легенд в роли Хейли
- Девин Чин-Чеонг в роли Эндрю Эдвардса
- Дэниел Матмор в роли Густава
- Адам Кеннет Уилсон в роли Рональда
- Дэвид Рил в роли Тима

### Объект
- Шания Шри Махарани в роли С.А.
- Шахаби Сакри в роли мужчины-объекта
- Дэниел Экапутра в роли мужчины-субъекта Альфа
- Буди Росс в роли Создателя
- Донни Аламсиах в роли капитана Хассана
- Био One в роли Джоно
- Винсент Мартин в роли Али
- Нови Рахмат в роли Джака
- Секар Девантари в роли неудавшегося субъекта
- Андхика Марцанда Х. в роли субъекта-паука
- Андини Эффенди в роли диктора

### Террор
- Кристиан Ллойд в роли Грега
- Томас Митчелл Барнет в роли оператора Боба
- Кэмерон Кнетман в роли Чака
- Стивен МакКарти в роли Джимми
- Брендан МакМертей-Хоулетт в роли заключенного
- Славик Рогозин в роли Стива
- Дэниел Уиллистон в роли Уэйна
- Дрю Виргевер в роли Слейтера

## Производство

### Разработка
В июне 2020 года было объявлено, что перезагрузка франшизы находится в разработке, а четвёртая часть под названием З/Л/О/94 будет написана Дэвидом Брукнером. Было заявлено, что фильм изменит направление развития франшизы, и каждая антология короткометражных фильмов впервые объединится в единое повествование. Название отсылает к году, в котором происходит действие фильма, 1994. Проект был совместным производством Bloody Disgusting Films, Radio Silence Productions, Cinepocalypse Productions, Studio71, Raven Banner Entertainment и Shudder Original Films.
Брукнер, снявший любимый фанатами фрагмент "Ночь дилетантов" в оригинальном V/H/S, должен был стать режиссёром продолжения, но отказался от участия из-за обязательств по предстоящей перезагрузке Hellraiser. Аналогичным образом, режиссёрский коллектив Radio Silence (который также снял короткометражку "10/31/98" в оригинальном фильме) был назначен режиссёром одного из сегментов, но также отказался от работы, чтобы сосредоточиться на предстоящем сиквеле Крика. В отличие от предыдущих частей франшизы, где каждый сегмент снимался одновременно с разными съемочными группами, съемки квадриквела были в основном последовательными, причем четыре из пяти короткометражек (кроме "Объекта") были сняты в Торонто, Канада, с пересекающимися съемочными группами. Сценаристы Дэвид Брукнер и Саймон Барретт подготовили предварительные сценарии для разворачивающегося сюжета, но эти истории были в итоге вырезаны в пользу сценария Дженнифер Ридер.
В августе 2021 года было объявлено, что композитором партитуры фильма станет Грег Андерсон из экспериментальной дрон-метал группы Sunn O))).

### Съёмки
Основные съемки были завершены во время пандемии коронавируса COVID-19. По словам продюсера Джоша Голдблума, съемочная группа строила декорации в отелях и конференц-залах, и «в духе панк-рок корней сериала они даже спустились под землю в канализацию».
Во время дискуссии о фильме на Comic-Con@Home Голдблум добавил, что создатели фильма сделали "очень аутентичную по эпохе версию З/Л/О", использовав старое видеооборудование, физический перенос пленки и цифровые эффекты, чтобы каждый сегмент выглядел как любительское видео 1990-х годов. Режиссёры также рассказали о том, как они повлияли на создание каждой короткометражки, упомянув события и видеоматериалы, связанные с осадой Уэйко, погоней О. Джей Симпсона на "Бронко", нападением Нэнси Керриган на Тоню Хардинг и религиозной группой "Небесные врата". Режиссёры Дженнифер Ридер и Тимо Тьяхьянто упомянули в качестве источников вдохновения "Видеодром" Дэвида Кроненберга и печально известный мондо-шокументальный фильм "Лики смерти" соответственно. Тьяхджанто заключил, что "по иронии судьбы, последний З/Л/О, вероятно, будет самым мрачным".
В интервью газете The Daily Texan Голдблум и создатели фильма объяснили, как в некоторых сегментах достигается ухудшенный вид VHS. Режиссёры снимали свои фрагменты с частотой 29,97 кадров в секунду, чтобы имитировать эстетику видеосъемки. По словам режиссёра Хлои Окуно, сегмент "Storm Drain", вдохновленный фильмом ужасов Репортаж и документальным фильмом "Темные дни", был снят в цифровом формате, а затем переведен на пленку и воспроизведен несколько раз, чтобы намеренно ухудшить качество отснятого материала. Режиссёр Саймон Барретт объяснил, что его короткометражка была вдохновлена советским фильмом ужасов 1967 года "Вий" и его желанием снять фильм, в котором кто-то должен присматривать за трупом.

### Маркетинг
Эксклюзивный первый взгляд на четвёртый фильм был выложен на YouTube на официальном канале Comic-Con International 27 июня 2021 года после интервью за круглым столом с продюсерами и режиссёрами. В коротком ролике была показана часть фрагмента "Storm Drain" Хлои Окуно.
Первый официальный стоп-кадр фильма был опубликован на сайте Bloody Disgusting 9 сентября 2021 года для рекламы его анонсированной мировой премьеры на Fantastic Fest 2021. Неделю спустя IGN представил эксклюзивный официальный трейлер к фильму, которым затем поделились Shudder и Bloody Disgusting на своих соответствующих сайтах. В том же месяце кинокритики и авторитеты фильмов ужасов получили от Shudder посылку с поздравлениями в честь программы "61 день Хэллоуина". В посылку была включена рекламная фальшивая обложка VHS для З/Л/О 94 с фальшивой кассетой, содержащей конфеты на тему Хэллоуина.
4 октября 2021 года Shudder выпустил небольшой рекламный ролик из сегмента "Storm Drain" в преддверии выхода фильма.

## Релиз
Мировая премьера фильма состоялась на фестивале Fantastic Fest 26 сентября 2021 года. После показа состоялась сессия вопросов и ответов с продюсером Джошем Голдблумом и режиссёрами Дженнифер Ридер, Хлоей Окуно, Саймоном Барреттом и Райаном Проусом. 4 октября 2021 года фильм был показан на фестивале Beyond Fest в дублете с оригинальным фильмом. После показа состоялась сессия вопросов и ответов с продюсерами Голдблумом и Брэдом Миской, а также режиссёрами Окуно, Барреттом и Проусом. Создатели фильма продемонстрировали практический костюм монстра, использованный при создании существа "Раатма" из эпизода "Storm Drain".
Четвёртый фильм был выпущен в Северной Америке, Австралии, Новой Зеландии, Ирландии и Великобритании исключительно через Shudder 6 октября 2021 года.

## Приём
На агрегаторе рецензий Rotten Tomatoes фильм имеет рейтинг одобрения 91% на основе 64 рецензий со средней оценкой 6,80/10. Консенсус критиков на сайте гласит: "З/Л/О 94 возвращает франшизу на круги своя, предлагая кровавый шведский стол из короткометражек, который должен порадовать поклонников антологии ужасов". На сайте Metacritic фильм получил средневзвешенный балл 63 из 100 на основе девяти оценок критиков, что означает "в целом благоприятные отзывы".
Критики высоко оценили мрачную эстетику фильма, эффекты существ и грима, а также использование видеокультуры 1990-х годов. Дрю Тиннин, написавший для Dread Central, отметил, что "здесь отличный баланс технического мастерства и фанхаусного страха, которые поддерживают динамику в каждой истории", резюмировав, что "З/Л/О 94 попадает в те же высокие ноты, что и оригинальная часть, и даже имеет несколько новых поворотов", и оценил фильм в 3,5/5.
В положительной рецензии Брайан Таллерико из RogerEbert.com сказал, что, хотя фильм не подвержен "неровностям, характерным для антологий ужасов", он, тем не менее, обеспечивает "больше удач, чем промахов, и общий воздух безумной радости за жанр, которого этим фильмам часто не хватает", оценив фильм в 2,5/4 звезды.
Кинокритик Пол Ле заключил, что фильм "доказывает, что фильмы этой серии по-прежнему находятся в своем классе, когда речь идет о мрачных, найденных кадрах". Адам Паттерсон из Film Pulse заявил, что "низкопробная убогость визуального ряда хорошо вписывается в подпольную сцену торговли кассетами, которой фильм, безусловно, был вдохновлен". Он также сравнил качество сегментов фильма с предыдущими частями франшизы, утверждая, что З/Л/О 94 "наиболее последовательный из всех". Критик Натаниэль Мюир отметил оригинальность каждой короткометражки, а также смешение ужасов, научной фантастики и темной комедии, утверждая, что "четвертая, пожалуй, самая сильная часть" в серии.
Мелисса Хэннон из Horror Geek Life написала, что завершающая история была "слабой", но похвалила другие сегменты. Она заключила, что "V/H/S/94 обеспечивает впечатляющие моменты ужаса, безумия и жестокости, а также несколько фантастических поворотов сюжета. Он обязательно понравится любителям антологий ужасов, а также давним поклонникам франшизы", оценив фильм в 4,1/5 звезд.
Сиддхант Адлакха из IGN был более критичен, заявив, что "Все пять историй в 94 имеют культовый элемент, но только одна из них ощущается как настоящее произведение безумия", поставив оценку 6/10. Кэт Хьюз из The Hollywood News высоко оценила внешний вид фильма и спецэффекты, но раскритиковала темп некоторых сегментов. Она считает, что фильм "не совсем передает ту искру, которую зажег оригинальный фильм, но доказывает, что в этой серии антологий еще есть жизнь", оценивая его в 3/5.

## Сиквел
Во время интервью за круглым столом с Дэном Табором из Cinapse News продюсер Джош Голдблум рассказал, что у команды "уже есть идеи для следующего фильма" и что потенциальный сиквел в конечном итоге зависит от того, как воспримут З/Л/О 94. 21 апреля 2022 года ComicBook.com сообщил, что актёр Фредди Родригес опубликовал удаленную фотографию в Instagram, которая, похоже, подтверждает его участие в сиквеле, спродюсированном Shudder. Сообщение включало хэштег #VHS85, намекая на то, что действие фильма будет происходить в 1985 году.
28 июля 2022 года был официально объявлен сиквел З/Л/О 99. Действие фильма происходит в 1999 году, и в нём рассматриваются такие темы, связанные с эпохой, как развитие технологии DVD и истерия Y2K. Фильм показывает "последние панк-рок аналоговые дни VHS и одновременно делает гигантский скачок вперед в адское новое тысячелетие". 99 - первый сиквел со времен третьей части, в котором участвуют только новички франшизы, а режиссёрами стали Йоханнес Робертс, Flying Lotus, Тайлер Макинтайр, Мэгги Левин и Ванесса и Джозеф Уинтер. Фильм был выпущен на Shudder 20 октября 2022 года. Он получил положительные отзывы критиков и фанатов.
Утечка в апреле 2022 года на самом деле относилась к другому сиквелу под названием З/Л/О 85, который был анонсирован 7 октября 2022 года с датой выхода в 2023 году.